# Gennevilliers
Gennevilliers je severno predmestje Pariza in občina v osrednjem francoskem departmaju Hauts-de-Seine regije Île-de-France. Leta 1999 je imelo naselje 42.513 prebivalcev.
Gennevilliers je glavno pariško pristanišče na reki Seni.

## Administracija
Gennevilliers je sedež dveh kantonov:
- Kanton Gennevilliers-Jug (del občine Gennevilliers: 20.660 prebivalcev),
- Kanton Gennevilliers-Sever (del občine Gennevilliers: 21.853 prebivalcev).

Oba kantona se nahajata v okrožju Nanterre.

## Zgodovina
9. aprila 1929 se je iz občine Gennevilliers izločila petina ozemlja in postala nova občina Villeneuve-la-Garenne.

## Pobratena mesta
- Birkenhead (Združeno kraljestvo);